# Cyrtarachne gibbifera
Cyrtarachne gibbifera är en spindelart som beskrevs av Simon 1899. Cyrtarachne gibbifera ingår i släktet Cyrtarachne och familjen hjulspindlar. Inga underarter finns listade i Catalogue of Life.